# Lill-En
Lill-En är en sjö i Hagfors kommun och Sunne kommun i Värmland och ingår i Göta älvs huvudavrinningsområde. Sjön har en area på 0,148 kvadratkilometer och ligger 291,9 meter över havet. Vid provfiske har abborre fångats i sjön.

## Delavrinningsområde
Lill-En ingår i det delavrinningsområde (664617-136689) som SMHI kallar för Utloppet av Stor-En. Medelhöjden är 294 meter över havet och ytan är 16,34 kvadratkilometer. Det finns inga avrinningsområden uppströms utan avrinningsområdet är högsta punkten. Enån som avvattnar avrinningsområdet har biflödesordning 2, vilket innebär att vattnet flödar genom totalt 2 vattendrag innan det når havet efter 325 kilometer. Avrinningsområdet består mestadels av skog (79 procent). Avrinningsområdet har 2,23 kvadratkilometer vattenytor vilket ger det en sjöprocent på 13,6 procent.